# Hyperammoniémie
 Mise en garde médicale
L'hyperammoniémie est un trouble métabolique caractérisé par un excès d'ammoniaque (NH3 + H2O ↔ NH4OH) dans le sang. C'est une condition dangereuse qui peut conduire à une encéphalopathie et à la mort. Elle peut être primaire ou secondaire. L'ammoniaque est une substance qui contient de l'azote. C'est un produit du catabolisme de protéines. Il est converti en urée, une substance moins toxique, avant d'être excrété dans l'urine grâce aux reins. Les voies métaboliques qui synthétisent l'urée sont localisées d'abord dans la mitochondrie et ensuite dans le cytoplasme. Le processus est appelé cycle de l'urée. Il comprend l'action séquentielle de différentes enzymes.

## Clinique
On peut retrouver une association symptômes digestifs et troubles neurologiques ou psychiatriques transitoires voire un coma inexpliqué.

## Dosage
L'ammoniémie peut être faussement augmenté si l'échantillon sanguin est stocké à température ambiante ou en cas d'élévation des ALAT ou des γ-GT. Même à basse température, son taux varie rapidement, imposant une mesure rapide après le prélèvement.

## Examens complémentaires
- Confirmation diagnostique : dosage de l'ammoniémie
- Examens évocateurs du diagnostic : 
  - EEG : tracé d'encéphalopathie métabolique non spécifique
  - TDM : œdème cérébral

Anomalies du bilan hépatique
- Orientation diagnostique[1] :
  - Chromatographie des acides aminés sanguins et urinaires
  - Chromatographie des acides organiques
  - Dosage de l'acide orotique
  - Dosage de la carnitine

## Types

### Primaires ou secondaires
- L'hyperammoniémie primaire est causée par plusieurs maladies congénitales du métabolisme d'origine génétique dans le cycle de l'urée qui sont caractérisées par une diminution de l'activité d'une des enzymes du cycle de l'urée
- L'hyperammoniémie secondaire est causée par des erreurs congénitales du métabolisme intermédiaire. Elles sont caractérisées par une diminution de l'activité des enzymes qui ne font pas partie du cycle de l'urée (par exemple acidémie propionique, acidémie méthylmalonique ou des dysfonctions des cellules qui ont des contributions majeures dans le métabolisme (par exemple insuffisance hépatocellulaire).

## Types spécifiques
- Iatrogénie : Le surdosage en acide valproïque peut entraîner une hyperammoniémie[1]. L'urétéro-sigmoïdostomie de Coffey-Godwin par reabsorption colique de l'ammoniac
- hyperammoniémie due à un déficit en ornithine carbamyl transférase
- syndrome hyperinsulinisme-hyperammoniémie (glutamate déshydrogénase 1)
- syndrome hyperornithinémie-hyperammoniémie-homocitrullinurie (ornithine translocase)
- hyperammoniémie causée par un déficit en N-acétylglutamate synthase
- hyperammoniémie causée par un déficit en carbamyl phosphate synthase I
- hyperlysinurie avec hyperammoniémie (génétique non connue)
- acidémie méthylmalonique
- Acidémie isovalérique
- acidémie propionique
- déficit en carnitine palmitoyltransférase II
- hyperammoniémie transitoire du nouveau-né, surtout chez le prématuré

## Traitement
- Le traitement se concentre sur la diminution des apports en ammoniaque et l'augmentation de son excrétion. Les protéines alimentaires sont diminuées et les apports caloriques sont remplacés par du sucre et des lipides.
- Des injections intraveineuses de phénylacétate et de benzoate de sodium sont des traitements souvent utilisés comme thérapie adjuvante pour traiter l'hyperammoniémie chez des patients qui ont des déficits dans le cycle de l'urée[4]. Le phénylacétate de sodium et le benzoate de sodium peuvent servir d'alternatives à l'urée pour l'excrétion d'azote. Le phénylacétate se conjugue avec une glutamine pour former une phénylacétylglutamine qui est excrétée par les reins. De la même façon, le benzoate de sodium diminue le contenu d'ammoniaque dans le sang en conjugant la glycine et l'acide hippurique qui est rapidement excrété par les reins[5]. Une préparation de phénylacétate de sodium et de benzoate de sodium est disponible sous le nom d'Ammonul[5].
- L'acidification de la lumière intestinale grâce à du lactulose (galactofructose) peut diminuer les niveaux d'ammoniaque en augmentant son excrétion dans les selles. Il s'agit d'un traitement surtout utilisé en cas d'encéphalopathie hépatique.